# イヌヴィック地域

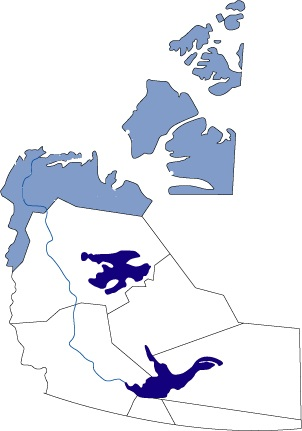
ノースウエスト準州のイヌヴィック地域の位置

イヌヴィック地域（英語：Inuvik Region）は、ノースウエスト準州の地方行政区の1つ。ノースウエスト準州の北部にあり、8つのコミュニティーから成る。行政区役所はイヌヴィックにおかれている。イヌヴィック地域のほとんどのコミュニティーはボーフォート海の地域にあり、イヌイット及びファースト・ネーション（主にグウィッチン族）の混成である。
かつては国勢調査区分に同名の「イヌヴィック地域」（但し範囲が広かった）があったが、2011年国勢調査の際に廃止となった。この行政区分としての「イヌヴィック地域」と間違えないよう注意が必要。

## コミュニティー
イヌヴィック地域のコミュニティーは町が1つ、ハムレットが6つ、認可コミュニティー（Chartered Community）が1つある。
| コミュニティー名       | ローマ字表記   | 先住民呼称と意訳                 | 行政形態           | 人口（2021年） | 2016年からの増減率 | 位置                                                                |
| アクラヴィック         | Aklavik        | 不毛の灰色の土地                 | ハムレット         | 572人          | -3.1%              | 北緯68度13分08秒 西経135度00分31秒 / 北緯68.21889度 西経135.00861度 |
| フォートマクファーソン | Fort McPherson | Teet'lit Zhen; 水の先のところ    | ハムレット         | 672人          | -4.0%              | 北緯67度26分07秒 西経134度52分55秒 / 北緯67.43528度 西経134.88194度 |
| イヌヴィック           | Inuvik         | 人のいるところ                   | 町                 | 3,137人        | -3.3%              | 北緯68度21分42秒 西経133度43分50秒 / 北緯68.36167度 西経133.73056度 |
| パウラトゥク           | Paulatuk       | Paulatuuq; 炭のあるところ        | ハムレット         | 298人          | 12.5%              | 北緯69度21分05秒 西経124度04分10秒 / 北緯69.35139度 西経124.06944度 |
| サックスハーバー       | Sachs Harbour  | Ikahuak; 渡るところ              | ハムレット         | 104人          | 1.0%               | 北緯71度59分08秒 西経125度14分53秒 / 北緯71.98556度 西経125.24806度 |
| ツィーゲーチック       | Tsiigehtchic   | 鉄の川の河口                     | 認可コミュニティー | 173人          | -0.6%              | 北緯67度26分26秒 西経133度44分43秒 / 北緯67.44056度 西経133.74528度 |
| タクトイヤクトゥク     | Tuktoyaktuk    | カリブーのようにみえるところ     | ハムレット         | 937人          | 4.3%               | 北緯69度26分34秒 西経133度01分52秒 / 北緯69.44278度 西経133.03111度 |
| ウルクハクトーク       | Ulukhaktok     | ウル（ナイフ）の材料のあるところ | ハムレット         | 408人          | 3.0%               | 北緯70度44分11秒 西経117度46分05秒 / 北緯70.73639度 西経117.76806度 |